# Kościół św. Mikołaja i św. Jadwigi w Dębnicy
Kościół św. Mikołaja i św. Jadwigi w Dębnicy – rzymskokatolicki kościół parafialny znajdujący się we wsi Dębnica w powiecie gnieźnieńskim.

## Historia

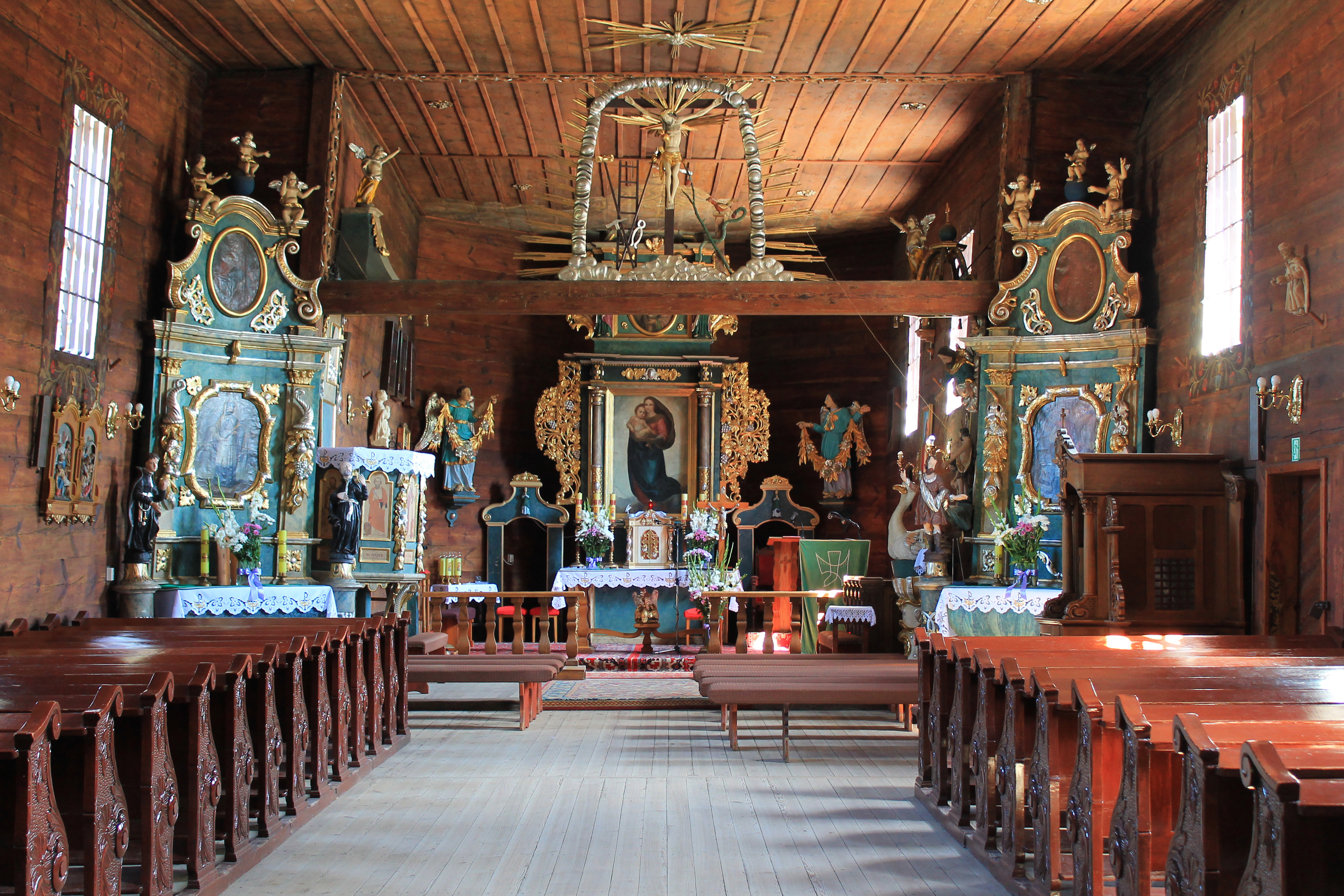
Wnętrze kościoła

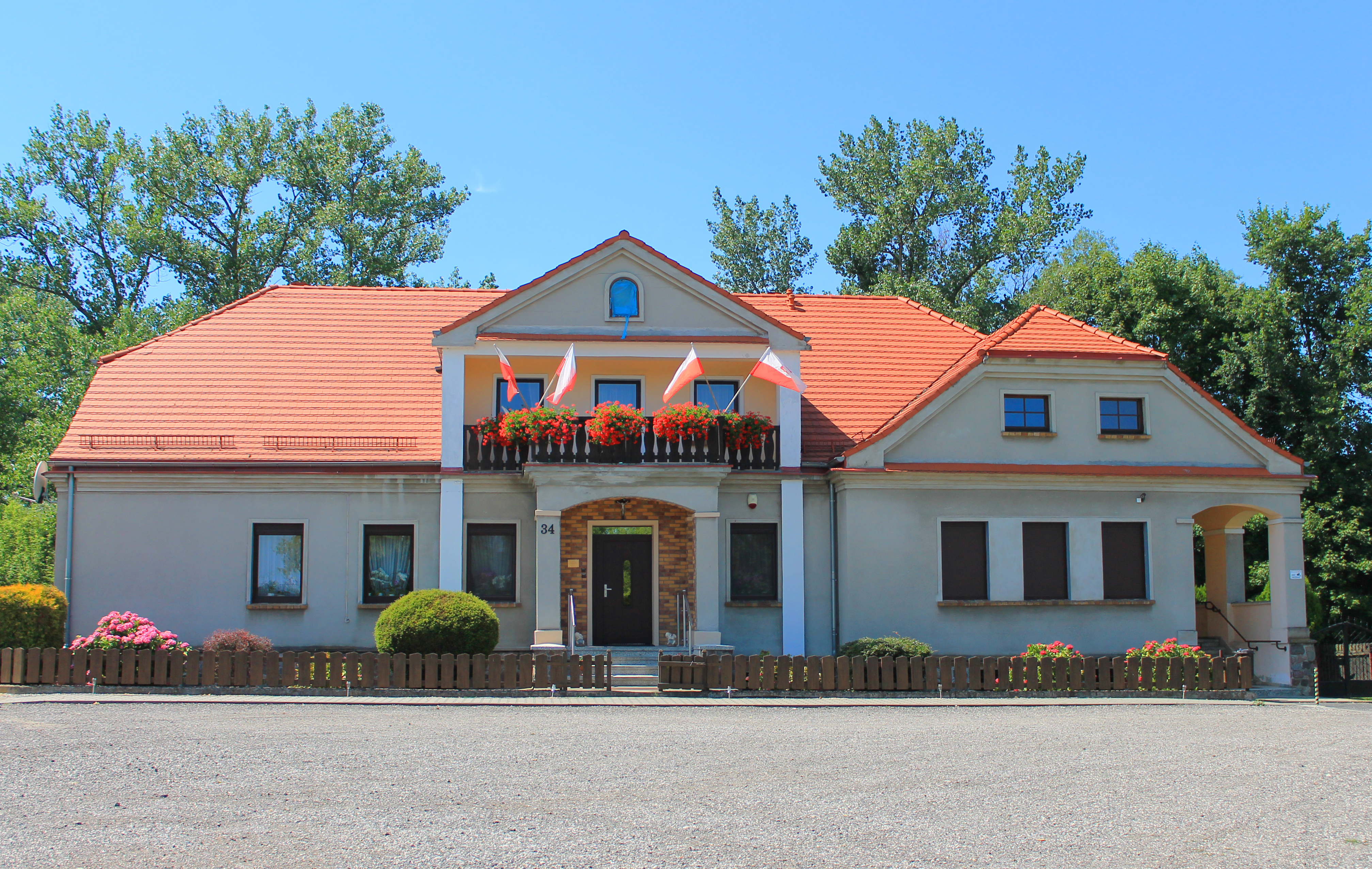
Plebania

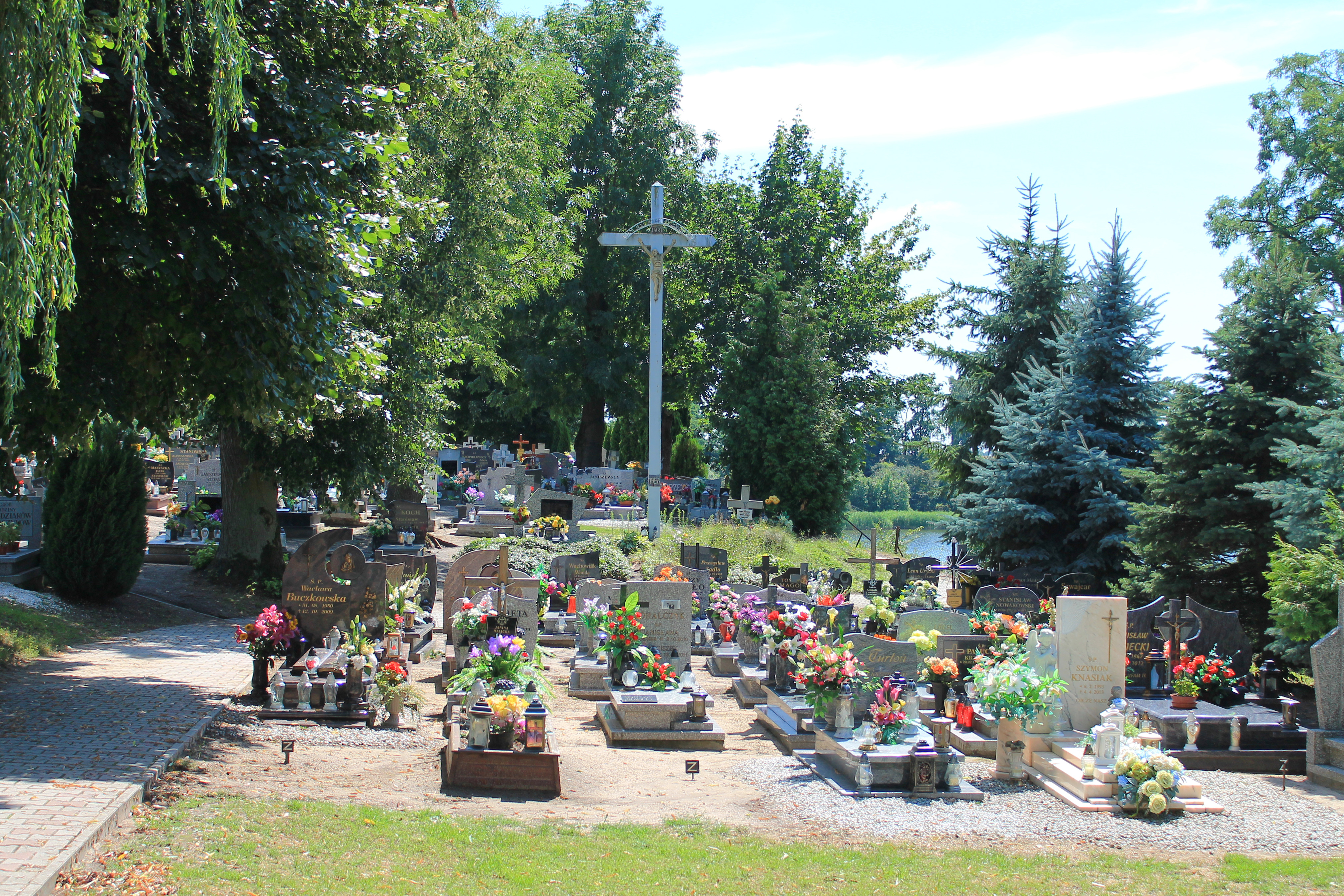
Cmentarz parafialny, w tle widok na Jezioro Dębnickie

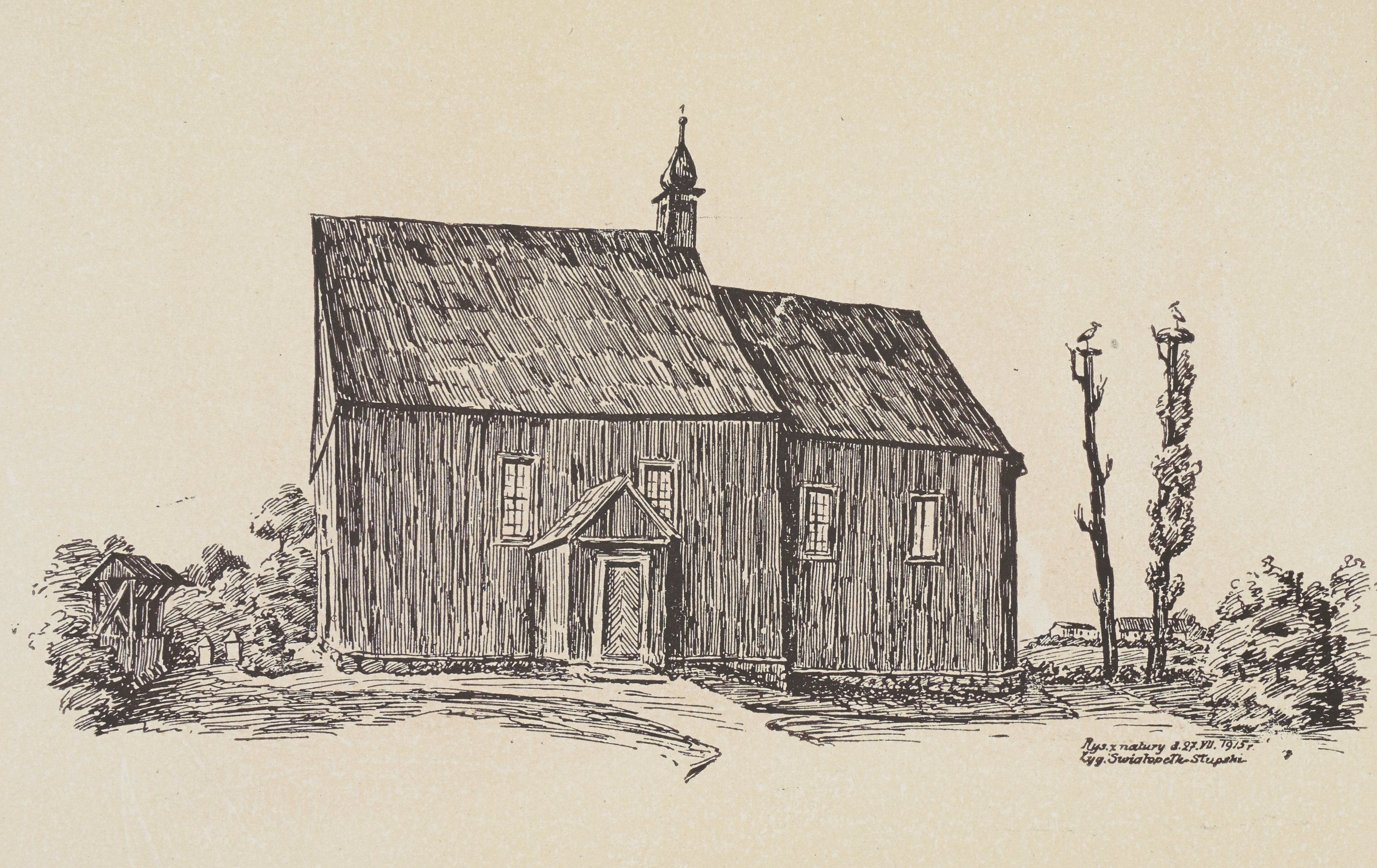
Widok kościoła przed 1917

Już wcześniej w tym miejscu istniała drewniana świątynia, którą w 1555 roku przejęli ewangelicy, a w późniejszym okresie jej najsłynniejszym pastorem przed 36 lat był Jakub Gembicki (1569-1633). Po pożarze kościół odbudowano w 1726 roku z fundacji Eleonory z Działyńskich Latalskiej, właścicielki wsi. W 1937 roku gruntownie odnowiony i rozbudowany (wydłużenie nawy w kierunku zachodnim i dobudowanie wieży) według projektu architekta Stefana Cybichowskiego. Remontowany w latach siedemdziesiątych XX wieku.

## Architektura
Starsza, wschodnia część świątyni posiada konstrukcję zrębową, nowsza, zachodnia – szkieletową; całość jest oszalowana. Orientowany o jednej nawie; do przedłużonej nawy przylega nieco węższe, trójkątnie zamknięte prezbiterium, z zakrystią od strony północnej. Przy południowej stronie nawy mała kruchta. Dachy pokryte są blachą. Na zachodnim końcu dachu umieszczona jest wieża, zwieńczona blaszanym hełmem z latarnią, na wschodnim skraju kalenicy nawy umieszczona jest wieżyczka na sygnaturkę. Wewnątrz sufit o jednakowej wysokości w nawie i prezbiterium. Na suficie polichromia z 1937 roku.

## Wystrój i wyposażenie
Wyposażenie i wystrój pochodzą głównie z czasów ukończenia budowli. Ołtarz główny architektoniczny z II połowy XVII wieku, z bramkami i powstała w II połowie XIX wieku kopia obrazu Madonny Sykstyńskiej Rafaela. Ołtarze boczne i ambona posiadają styl regencji, chrzcielnica z rzeźbioną sceną Chrztu Chrystusa z 2 połowy XVIII wieku. Na profilowanej belce tęczowej umieszczony jest krucyfiks z 1 połowy XVIII wieku w otoczeniu chwały i symboli Męki Pańskiej. W prezbiterium umieszczone jest marmurowe epitafium Wiridianny z Radolińskich primo voto Kwileckiej, secundo voto Fiszerowej.